# Miles M.39B Libellula
Die M.39B Libellula (benannt nach Libellula, einer Gattung der Segellibellen) war ein während des Zweiten Weltkrieges entwickeltes Experimentalflugzeug mit Tandemflügel von Miles Aircraft. Die Konstruktion sollte dem Piloten die beste Sicht für die Landung auf Flugzeugträgern geben. Die maßstäblich verkleinerte Version diente der Verbesserung der von Miles für die Air Ministry Specification B.11/41 vorgeschlagenen M.39-Konstruktion eines schnellen Bombers. Das M.39-Projekt wurde allerdings abgebrochen und die M.39B verschrottet.

## Konstruktion und Entwicklung

### M.39
Trotz einiger Probleme zeigte das Vorgängerflugzeug M.35, dass das Konzept funktioniert, und so wurde die größere zweimotorige M.39 konstruiert, um das Pflichtenheft B.11/41 zu erfüllen, das vom Luftfahrtministerium für einen Hochgeschwindigkeitsbomber erstellt worden war.
Die Spezifikation war für den P.1005-Vorschlag von Hawker geschrieben worden, der durch zwei Napier-Sabre-Motoren angetrieben geschätzte 400 Meilen pro Stunde in 25.000 ft Flughöhe erreichen und eine 2.000 Pfund-Bombenlast über 1600 Meilen transportieren sollte.
Das P.1005 Projekt wurde nach mehreren Verzögerungen durch das Luftfahrtministerium abgebrochen und Miles konnte im Juli 1943 seinen Entwurf vorlegen. Im November 1943 wurde ein Prototyp (mit der RAF-Seriennummer RR910) bestellt, aber es kam nicht zum Bau.
Bis die vorgesehenen (drei) W.2/500-Turbojets zur Verfügung standen, würde die M.39 von zwei Reihenmotoren Rolls-Royce Merlin 60 oder Bristol-Hercules-VIII-Sternmotoren angetrieben. Die Besatzung von drei Personen wäre in einer Druckkabine untergebracht. Neben dem in der Mitte gelegenen Bombenschacht sollte die M.39 zwei 20-mm-Kanonen in den Vorderflügelwurzeln tragen.

### M.39B
Um das Konzept zu überprüfen, entwarf und baute Miles die M.39B im Maßstab 5/8. Diese M.39B, die am 22. Juli 1943 flog, zeigte kein unerwünschtes Flugverhalten. Es deckte sich mit dem Interesse der Behörde für unorthodoxe Entwürfe bei großen Flugzeugen. Der Heckflügel war höher als die Frontflügel, um einen Abwind zu vermeiden und Bodenfreiheit für die Propeller zu gewährleisten. Die M39B hatte innen Klappen und äußere Querruder an den hinteren Hauptflügeln, während die Frontflügel ein Klappensystem hatten, um die Flügelfläche ohne Änderung des Auftriebsbeiwerts variieren zu können.
Das Ministerium für Flugzeugproduktion schloss einen Entwicklungsvertrag ab und erwarb die M.39B. Miles führte weitere Flugtests durch und reichte aufgrund der Flugdaten Anfang 1944 beim Royal Aircraft Establishment eine verbesserte Konstruktion ein. Noch im Jahr 1944 ging die einzige M.39B an das Royal Aircraft Establishment in Farnborough, wo sie unter der Registrierung SR392 Testflüge durchführte. Die Maschine wurde dabei zweimal bei Unfällen beschädigt und repariert, nur um mit der Stornierung des Bomberprojekts verschrottet zu werden.

## Technische Daten (M.39B)

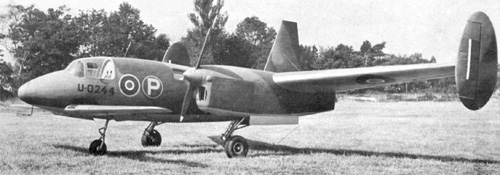
Die Miles M.39B Libellula

| Kenngröße             | Daten |
| --------------------- | --- |
| Besatzung             | 1 |
| Länge                 | 6,76 m |
| Spannweite            | Heckflügel 11,43 m, Frontflügel 8 m                                                                       |
| Höhe                  | 2,82 m |
| Flügelfläche          | Heckflügel 17,42 m², Frontflügel 5,73 m²                                                                  |
| Flügelstreckung       | Heckflügel 7,5, Frontflügel 10,1                                                                          |
| Flügelprofil          | Frontflügel: NACA 23018 (Wurzel), NACA 2412 (Spitze); Heckflügel: NACA 23021 (Wurzel), NACA 2415 (Spitze) |
| Pfeilung              | Heckflügel 21°                                                                                            |
| Tragflächenbelastung  | 540 N/m²                                                                                                  |
| Leermasse             | 1.091 kg                                                                                                  |
| max. Startmasse       | 1.270 kg                                                                                                  |
| Höchstgeschwindigkeit | 88 kn (163 km/h)                                                                                          |
| Steigrate             | 5,6 m/s                                                                                                   |
| Tankinhalt            | 114 l |
| Triebwerke            | 2 × Reihenmotor De Havilland Gipsy Major IC mit je 103 kW                                                 |
| Leistungsgewicht      | 0,16 kW/kg                                                                                                |